# Río Verde (Granada)
El río Verde es un río español situado en la provincia de Granada, comunidad autónoma de Andalucía. 

## Curso
Nace en la parte oriental del parque natural de las Sierras de Tejeda, Almijara y Alhama, en el municipio de Otívar, como confluencia de varios arroyos entre el barranco de Mina Rica y el barranco de las Chorreras. En su recorrido, de unos 22 km, recorre el límite entre Otívar y Lentegí, y atraviesa Jete y Almuñécar hasta desembocar en el mar Mediterráneo junto a la punta de Velilla.    
El perfil longitudinal del río presenta tres tramos diferenciasdos: el de cabecera, de una longitud de 3,2 km y una pendiente del 15%, el tramo medio de longitud  9,6 km y una pendiente del 4,1%, y el tramo inferior, por debajo de la cota 100 m, que tiene 9,3 km con una pendiente del 1,1%.

## Flora y fauna
Río Verde debe su nombre al color de sus aguas, y se caracteriza por su vega fértil, con cultivos subtropicales y árboles frutales, que contrastan con los pinares y plantas herbáceas propias de la flora de esta sierra, y en su recorrido podrá apreciarse un endemismo de fauna ibérica como la cabra montés y especies rapaces como el águila real o el águila perdicera, entre otras.   
Por causas geológicas presenta colores blanquecinos, como consecuencia del arrastre del abundante mármol de la zona.

## Turismo
Sus aguas cristalinas y angostos desfiladeros lo hacen muy popular entre los aficionados al senderismo y a la práctica del descenso de barrancos, deporte en el que se combinan diversas técnicas de descenso, como los saltos, deslizamiento por toboganes o rápel.